# Graça Pina de Morais
Maria da Graça Monteiro Pina de Morais (Porto, 17 de Setembro de 1925 — 1992) foi uma escritora, médica e psicóloga portuguesa. Venceu em 1969 o Prémio Ricardo Malheiros e o Grande Prémio Nacional da Novelística, com Jerónimo e Eulália.

## Biografia
Nasceu no Porto, filha do escritor e republicano entusiasta João Pina de Morais e irmã de Lisa Pina de Morais e de João Vasco Pina de Morais. 

Formou-se em Medicina em 1951. Iniciou-se na escrita em 1955, sob o pseudónimo de Bárbara Gomes.

## Obras
- Semi-Deuses (novela, 1953)
- Sala de Aula (novela, 1953)
- O Pobre de Santiago (contos, 1955)
- A origem (romance, 1958)
- Na luz do fim (contos, 1961)
- O medo e Raquel (teatro, 1964)
- Jerónimo e Eulália (romance, 1969)
- A mulher do chapéu de palha (conto, 2000) (póstumo)
- Contos Completos (colectânea de todos os contos: Sala de Aula, Semi-Deuses, O Pobre de Santiago, Na luz do fim, A Fé, Serenidade e A mulher do chapéu de palha. 2020)